# Bulbophyllum inclinatum
Bulbophyllum inclinatum là một loài phong lan thuộc chi Bulbophyllum.